# Hydrophylax
Hydrophylax é um género botânico pertencente à família Rubiaceae.